# Прайор, Артур
А́ртур Уи́ллард Пра́йор (англ. Arthur Willard Pryor; 22 сентября 1870, Сент-Джозеф — 18 июня 1942) ― американский тромбонист, композитор, дирижёр и политический деятель.

## Биография
Артур Прайор начал заниматься музыкой в раннем детстве. В возрасте 11 лет он начал играть на вентильном тромбоне, а в 15 — на обычном кулисном. Проведя несколько лет в различных духовых оркестрах и оркестре оперного театра в Денвере, Прайор оказался в знаменитом оркестре Джона Филипа Сузы. Впервые он выступил как солист с оркестром Сузы во время Всемирной выставки 1893 года в Чикаго. По утверждению газеты «The New York Times», за годы, проведённые в оркестре, Прайор около десяти тысяч раз исполнял сольные тромбоновые партии. Он также стал вторым дирижёром оркестра. В 1903 году Артур Прайор, покинув оркестр Сузы, организовал свой собственный духовой оркестр, которым руководил около 30 лет. В 1930-х годах он занялся политической деятельностью и занимал небольшую должность в округе Монмут штата Нью-Джерси.
Среди композиторского наследия Артура Прайора наиболее известны его виртуозные вариации для тромбона на тему шотландской народной песни «Bluebells of Scotland». Они вошли в репертуар многих известных современных солистов-тромбонистов, в числе которых Кристиан Линдберг, Джозеф Алесси, Йен Боусфилд и другие.